# Azathoth
A lovecrafti mitológia egyik főistene, a külső istenek , testi és egyaránt szexuális jellegű entitások ura. Életkora megegyezik az univerzuméval (vagy meghaladja azt). A normális téridőn túl, a mindenség középpontjában él, bár vannak, akik úgy tudják, hogy otthona a Rák csillagképben van, mások szerint viszont az Aldebaran közelében. Alaktalan "teste" pihenés nélkül lüktet, vonaglik valamiféle monoton "fuvolaszóra". Körülötte alacsonyabb rangú szolgáló istenek táncolnak ugyanerre a hangra. Azatoth egy vak és értelem nélküli lény, a teljességgel felfoghatatlan, leírhatatlan, meghatározhatatlan őskáosz reprezentánsa. Hívei nincsenek, hacsak valami őrült nem próbál meg kapcsolatba lépni egy olyan létezővel, akiben a szikrája sincs meg bármiféle tudatosságnak. Bár egyesek szerint ha valakinek mégis sikerülne valamiféle kontaktust létrehoznia vele, az bepillantást nyerhetne az univerzum természetének, eredetének és értelmének legvégsőbb, legrejtettebb titkaiba, amelyeket ép ésszel lehetetlen felfogni.
Lovecraft a következőket írja róla Zarándokút Kadathba című regényében: "Ott ólálkodik a rendezett világegyetemen kívül, ahová az álmok sem érnek el; a legmélyebb entrópia végső, alaktalan penésze, mely ott fortyog és mocskolódik a végtelenség középpontjában: Azathoth, a korlátozást nem tűrő démonszultán, kinek nevét egyetlen ajak sem merészeli kiejteni, ki felfoghatatlan, fénytelen cellákban rágódik az időn túl, rút dobok tébolyító tompa döngése, elátkozott fuvolák egyhangú vinnyogása közepette. Ennek ocsmány lüktetésére, sivítására járják a táncot lassan, félelmetesen, esztelenül a gigászi Végső Istenek, a vak, néma, komor, agy nélküli Más Istenek..." (Bihari György fordítása)